# Longtan (ort)
Longtan är en ort i Kina. Den ligger i provinsen Hunan, i den södra delen av landet, omkring 250 kilometer väster om provinshuvudstaden Changsha.
Runt Longtan är det tätbefolkat, med 308 invånare per kvadratkilometer. Närmaste större samhälle är Matangshan, 15,6 km öster om Longtan. I omgivningarna runt Longtan växer i huvudsak blandskog.
Genomsnittlig årsnederbörd är 1 796 millimeter. Den regnigaste månaden är juni, med i genomsnitt 269 mm nederbörd, och den torraste är december, med 62 mm nederbörd.